# 영종역
영종역(永宗驛, Yeongjong station)은 인천광역시 중구 영종동에 있는 인천국제공항철도의 철도역이다.

## 구조
지상 3층 규모의 지상역이다. 개찰구 등 역무 시설은 지상 3층에 위치한다. 승강장은 지상 1층에 있는 것으로 안내되나, 선로가 역사보다 지대가 높기 때문에 승강장은 역사의 지상 2층과 비슷한 높이에 위치한다. 스크린도어가 설치되어 있다.
승강장 형태는 2면 4선의 쌍섬식 승강장이다. 안쪽의 2·3번 승강장이 본선, 바깥쪽 1·4번 승강장이 부본선이며, 직통열차가 추월할 경우 일반열차는 부본선에서 여객을 취급하여 대피한다.
개통 당시부터 역 신설을 대비하여 2면 2선 규모의 상대식 승강장 구조물이 미리 시공되어 있었다. 하지만 본래 청라국제도시역에 설치될 예정이던 부본선이 이 역에 지어지도록 계획이 변경되면서, 신설되는 역은 청라국제도시역 방면으로 약간 옮겨진 위치에 새 구조물을 시공하여 사용하게 되었다.
| ↑ 청라국제도시     |
| \| ４３ \| ２１ \| |
| 운서 ↓             |

| 1 | ● 인천국제공항철도 | 인천공항1터미널 · 인천공항2터미널 방면                      |
| 2 | ● 인천국제공항철도 | 인천공항1터미널 · 인천공항2터미널 방면                      |
| 3 | ● 인천국제공항철도 | 계양 · 김포공항 · 디지털미디어시티 · 홍대입구 · 서울역 방면 |
| 4 | ● 인천국제공항철도 | 계양 · 김포공항 · 디지털미디어시티 · 홍대입구 · 서울역 방면 |

## 역사
- 2014년 5월 9일: 철도 거리표 고시[2]
- 2016년 3월 26일: 영업 개시

## 역 주변
영종하늘도시(인천경제자유구역 영종지구) 교통대책의 일환으로 개발주체의 사업비 부담으로 개설된 역이나, 영종하늘도시 시가지와는 2 km 이상 떨어져 있다. 역 앞 버스 정류장에서는 이 역과, 영종하늘도시를 포함한 영종도 내 각 시가지 및 촌락을 잇는 시내버스가 운행된다.
| 나가는 곳 | 방면                                               |
| --------- | -------------------------------------------------- |
| 1         | 금산 인천영종초등학교 금산분교장 주차장            |
| 2         | 영종역2번출구 공영주차장 석화산 영종동행정복지센터 |

## 인접한 역
| 인천국제공항선                | 인천국제공항선          | 인천국제공항선                |
| ----------------------------- | ----------------------- | ----------------------------- |
| A071 청라국제도시 서울역 방면 | ● 인천국제공항철도 일반 | A08 운서 인천공항2터미널 방면 |